# Xã Logan, Quận Baxter, Arkansas
Xã Logan (tiếng Anh: Logan Township) là một xã thuộc quận Baxter, tiểu bang Arkansas, Hoa Kỳ. Năm 2010, dân số của xã này là 1.566 người.